# Premio Bodil
Il premio Bodil (Bodilprisen) è un riconoscimento cinematografico assegnato annualmente dal 1948 dall'Associazione nazionale danese dei critici cinematografici (Filmedarbejderforeningen) ai migliori film e alle principali figure professionali del cinema danese.
Il premio deve il suo nome a quello di due attrici, Bodil Kjer e Bodil Ipsen.

## Categoria
Il premio è assegnato nelle seguenti categorie:
- miglior film danese (Bedste danske film)
- miglior attore protagonista (Bedste mandlige hovedrolle)
- miglior attrice protagonista (Bedste kvindelige hovedrolle)
- miglior attore non protagonista (Bedste mandlige birolle)
- miglior attrice non protagonista (Bedste kvindelige birolle)
- miglior film statunitense (Bedste amerikanske film) (dal 2001)
- miglior film straniero non statunitense (Bedste ikke-amerikanske film) (dal 2001)
- miglior documentario/cortometraggio (Bedste dokumentar/kortfilm)
- premio Bodil onorario (Æres-Bodil)

### Premi non più assegnati
- Miglior film europeo (Bedste europæiske film) (1961-2000)
- Miglior film non europeo (Bedste ikke-europæiske film) (1961-2000)